# Čelákovice (stacja kolejowa)
Čelákovice – stacja kolejowa w miejscowości Čelákovice, w kraju środkowoczeskim, w Czechach. Jest ważnym węzłem kolejowym o znaczeniu regionalnym. Znajduje się na wysokości 195 m n.p.m.
Jest zarządzana przez Správę železnic. Na stacji znajdują się kasy biletowe, na których istnieje możliwość zakupu biletów na wszystkie pociągi w tym międzynarodowe oraz rezerwacji miejsc.

## Linie kolejowe
- 074 Čelákovice - Neratovice
- 231 Praha - Lysá nad Labem - Kolín
- 233 Čelákovice - Mochov